# 盗品等関与罪
盗品等関与罪（とうひんとうかんよざい）とは、刑法第39章「盗品等に関する罪」に規定されている犯罪の総称をいう。盗品罪（とうひんざい）とも呼ばれる。盗品その他財産に対する罪に当たる行為によって領得された物（以下「盗品等」と呼ぶ）の譲受け、運搬、保管、有償処分のあっせん行為が処罰の対象となる（盗品であることを知りつつ買い取った場合や、盗品の売買契約をあっせんした場合など）。
刑法256条で規定されており、第1項が盗品等無償譲受罪、第2項が盗品等運搬罪、盗品等保管罪、盗品等有償譲受罪、盗品等有償処分あっせん罪について定める。また、257条には、親族間でこれらの犯罪を犯したときには刑を免除するという特例が規定されている（下記の親族間の特例を参照）。
1995年の刑法改正（現代語化）前は、贓物罪（ぞうぶつざい）と呼ばれていた。「贓物」（ぞうぶつ）とは、財産罪にあたる行為により領得されたもののことであり、盗品よりも広い概念である。現代語化するに当たり適当な言葉がなかったため、「盗品等」とされる。

## 保護法益
本罪の本質については、本犯（盗品等関与罪よりも前に行われた財産に対する犯罪）の被害者が、盗品等に対する行方の追求を行うのを困難にする犯罪であるとする『追求権説（判例・通説）』のほか、本犯によって発生した違法な状態を維持する犯罪であるとする『違法状態維持説』、不法な利益の分け前を得る犯罪であるとする『利益関与説』、盗品等を買い取る一種の闇市を形成することによって、本犯の利益を確保し、財産犯を助長させる犯罪であるとする『事後従犯説』などが対立している。近時では、追求権説を基礎としつつも、それ以外の性質を考慮して複合的に捉えようとする立場が有力である。

### 追求権とは
追求権説に言う追求権とは、私法上の請求権と同一であると考える立場が一般的である。よって、元の所有者に請求権があるような場合でなければならない。
従って、民法上所有者に返還請求権がないとされる不法原因給付物（例えば殺人依頼の報酬として支払われた財物など）が客体となっている場合のほか、加工（民法第246条）や即時取得（同第192条）によって、所有権が失われた場合にも本罪は成立しない（ただし即時取得と盗品性に関して同第193条も参照。）。

## 行為

### 行為の客体
本罪の客体は「盗品その他財産に対する罪に当たる行為によって領得された物」である。「財産に対する罪に当たる行為」とは、本犯が構成要件に該当し違法な行為であればよい。すなわち、刑事未成年者（責任阻却事由）が窃盗を行った場合の盗品であっても本罪の客体に含まれる。
また、財物のみを客体とし、財産的利益を含まない。不動産は含まれると考えられている。物の同一性に関して、加工によって性質が変われば盗品性は失われる。小切手を換金して得た金銭については、盗品性を認めた大審院判例（大判大正11年2月28日刑集1巻82頁）がある。

### 行為の内容
本罪の対象となる行為は、「無償譲受け」、「運搬」、「保管」、「有償譲受け」、「有償処分あっせん」である。なお、1995年に平易化を目的とした刑法改正が行われる以前は、「無償譲受け」は「収受」、「保管」は「寄蔵」、「有償譲受け」は「故買」（こばい）、「有償処分あっせん」は「牙保」（がほ）と表されていた。
無償譲受け
贈与などによって無償で所有権を取得することを言う。本犯者に利益がないことから、他の行為類型よりも刑が軽い。
運搬
本犯者のために盗品等の所在を移転することを言う。本犯者の利益のために元の所有者の家に運搬する行為も盗品等運搬罪に該当するとした判例（最決昭和27年7月10日刑集6巻7号867頁）があるが、盗品に対する被害者の追求を困難にすることが本罪の本質であるとする追求権説の立場からは批判がある。
保管
本犯者のために盗品等を管理することを言う。保管を開始した後に盗品であることの認識を生じた場合について、その後も本犯者のために保管を継続したことを理由に犯罪の成立を認めた判例（最決昭和50年6月12日刑集29巻6号365頁）があり、継続犯的な性格があると考えられている。
有償譲受け
売買などによって有償で所有権を取得することを言う。
有償処分のあっせん
盗品等の処分（売買等）を仲介することを言う。あっせんによって契約が成立することまでは必要なく、あっせん行為があれば処罰できるとした判例（最判昭和26年1月30日刑集5巻1号117頁）がある。窃盗等の犯罪を助長し誘発するおそれのある行為であればたりるからである。なお、処分が有償であることが必要であり、あっせん行為自体は有償か無償かを問わない。

## 故意
判例によれば、本罪が成立するためには、盗品等であるとの認識が必要とされている。
- 未必の故意で足りる（最判昭和23年3月16日刑集2巻3号227頁）。
- 本犯が犯した財産罪の具体的な内容（本犯者・被害者・罪名）まで認識している必要はない（最判昭和30年9月16日裁判集刑108号485頁）。
- 認識がどの時点で必要かについては、各罪で結論が異なる。保管罪については、保管を参照。

## 法定刑
本罪の法定刑は、無償譲受罪が3年以下の懲役、運搬罪・保管罪・有償譲受罪・有償処分あっせん罪が10年以下の懲役及び50万円以下の罰金である。

## 親族間の特例
本犯者（窃盗犯人等）と本罪の犯人との間に所定の親族関係があるときには、本罪の犯人の刑が免除される（本犯者の処分は不可罰的事後行為としてもともと不可罰）。かつては、親族相贓例（しんぞくそうぞうれい）といった。
これは、親族が窃盗などを行った際に、その盗品等の処分に関与し、庇護しようとするのは一般的に理解できる心情であることから、そのような場合には適法行為の期待可能性が減少するとして刑を減免する趣旨の規定である。親族相盗例（刑法244条）に似ている規定ではあるが、制度趣旨は親族相盗例と異なり、むしろ犯人隠避罪等の親族間特例に近い。
従って、本罪の犯人相互に親族関係がある場合（妻が知人から譲受けた盗品を夫が運搬するような場合）には、この規定の適用はない。